# Liolaemus vhagar
Liolaemus vhagar — вид ігуаноподібних ящірок родини Liolaemidae. Ендемік Аргентини. Описаний у 2019 році.

## Поширення і екологія
Liolaemus vhagar відомі з типової місцевості, розташованої в районі Серро-Альто в департаменті Пільканієу в провінції Ріо-Негро.